# Suslănești
Suslănești – wieś w Rumunii, w okręgu Ardżesz, w gminie Mioarele. W 2011 roku liczyła 406 mieszkańców.